# Джейсон Роузер
Джейсон Роузер (англ. Jason Rouser; нар. 22 березня 1970, Тусоон, Аризона, США) — американський легкоатлет, що спеціалізується на спринті, олімпійський чемпіон 1996 року.

## Кар'єра
| Рік             | Змагання                     | Місто           | Місце           | Дисципліна            | Примітки        |
| Представник США | Представник США              | Представник США | Представник США | Представник США       | Представник США |
| --------------- | ---------------------------- | --------------- | --------------- | --------------------- | --------------- |
| 1993            | Чемпіонат світу в приміщенні | Торонто, Канада | 6               | біг на 400 метрів     | 46.70           |
| 1993            | Чемпіонат світу в приміщенні | Торонто, Канада | 1               | естафета 4×400 метрів | 3:04.20         |
| 1996            | Олімпійські ігри             | Атланта, США    | 1               | естафета 4×400 метрів | 2:57.87         |
| 1997            | Чемпіонат світу в приміщенні | Париж, Франція  | 1               | естафета 4×400 метрів | 3:04.93         |